# 다카쓰카사 도시미치

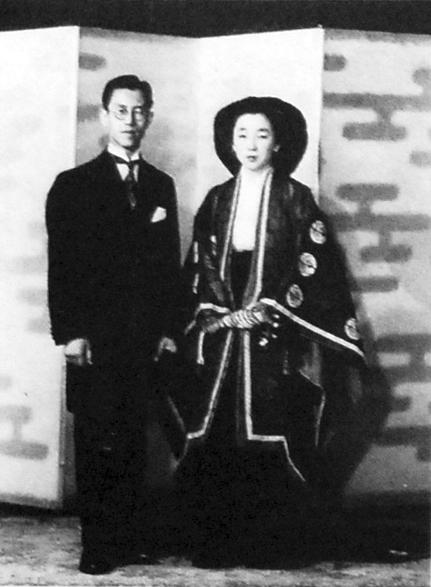
다카쓰카사 부부 (1950년)

다카쓰카사 도시미치(일본어: 鷹司平通, 1923년 8월 26일 ~ 1966년 1월 27일)는 일본의 철도 연구원이다. 공익재단법인 일본교통공사 교통박물관 조사역. 오섭가의 일문인 다카쓰카사가 제27대 당주.
다카쓰카사 노부스케 공작의 아들로서 도쿄도에서 태어났다. 부인은 쇼와 천황의 삼녀 다카노미야 가즈코 내친왕이다.